# Jean Constantinescu
Jean Constantinescu (n. 1895 – d. 1979) a fost unul dintre pionierii boxului în România interbelică, maestru de sport și antrenor de box. S-a remarcat atât prin cariera sa sportivă, cât și prin eforturile neobosite de a promova acest sport în București. A fondat una dintre cele mai vechi săli de box din București, unde au fost antrenați campioni naționali, și a fost un susținător al tinerelor talente sportive. Pe lângă activitatea sportivă, Jean Constantinescu a contribuit și în domeniul afacerilor, fiind distins de Majestatea Sa Regele României cu Medalia „Meritul Comercial și Industrial” clasa I.

### 3. Biografie:

#### 3.1. Viața timpurie și debutul în box:
Jean Constantinescu s-a născut în 1895 și a crescut în București, unde și-a dezvoltat pasiunea pentru sport și, în special, pentru box. A devenit unul dintre primii promotori ai acestui sport în perioada interbelică, punând bazele unei școli de box care a produs un număr impresionant de campioni.

#### 3.2. Activitatea sportivă:
Jean Constantinescu a fost o figură marcantă în boxul românesc interbelic, fiind recunoscut ca antrenor de box și campion. Sala sa de antrenament din Strada Claudiu nr. 16 a devenit un loc de referință pentru tinerii sportivi din București. Constantinescu a antrenat și susținut mulți boxeri care au ajuns să câștige titluri naționale, printre care se numără Gheorghe Georgescu, Mielu Doculescu și Cristache Negoită. Mulți dintre acești sportivi au fost recunoscuți la nivel național și au adus faimă boxului românesc.

#### 3.3. Contribuții în sport:
Jean Constantinescu a investit propriile economii pentru a construi și moderniza sala sa de antrenament, fără a primi niciun sprijin financiar extern. De asemenea, a fost unul dintre cei mai dedicați susținători ai boxului, organizând competiții și promovând sportul chiar și în perioade dificile, cum ar fi închiderea temporară a sălii din cauza rechiziționării în anii 1940.

### 4. Alte contribuții și distincții:
Pe lângă activitatea sa sportivă, Jean Constantinescu a fost recunoscut și pentru contribuțiile sale în afaceri. În 1934, a fost decorat de către Majestatea Sa Regele României cu Medalia „Meritul Comercial și Industrial” clasa I pentru activitatea sa de procurist la firma Schenker din București, marcându-l drept un om de afaceri iscusit al epocii.

### 5. Moștenire și impact:
Jean Constantinescu nu doar că a format o generație de campioni, dar a și lăsat în urmă o moștenire importantă prin faptul că a sprijinit necondiționat tinerii sportivi și boxul românesc. Sala sa de box a fost mereu un loc deschis pentru antrenamente gratuite, ceea ce a consolidat rolul său de mentor și promotor al sportului.
Astăzi, Asociația J.C.E.B. (Jean Constantinescu Eidam Brich), fondată de descendenții săi, continuă moștenirea sa, sprijinind noi talente sportive, ajutorarea animalelor și salvarea patrimoniului cultural, toate în onoarea maestrului de box Jean Constantinescu.

### 6. Surse:
- Articole din Gazeta Sporturilor (1940): Descrierea redeschiderii sălii de box Jean Constantinescu.
- Universul (1925): Referințe despre reuniunea de box a clasei Clementa și contribuția lui Jean Constantinescu la sportul bucureștean.
- Gazeta Sportului, 1940: Referință despre inițiativa sa de a construi o sală acoperită pentru box.

1. ↑  Scarlat, Gina Luminița (2020), „Reflecții patristice despre biserică și Sfânta Liturghie ca paradigme pentru om și viața duhovnicească”, Teologie și educație la "Dunărea de Jos", 18, pp. 284–332, doi:10.35219/teologie.2020.17, ISSN 2601-7148, accesat în 20 octombrie 2024